# Paramonoxenus tuberculatus
Paramonoxenus tuberculatus är en skalbaggsart som beskrevs av Stefan von Breuning 1970. Paramonoxenus tuberculatus ingår i släktet Paramonoxenus och familjen långhorningar. Inga underarter finns listade i Catalogue of Life.